# In a Perfect World...
In a Perfect World... är den amerikanska sångerskan Keri Hilsons debutalbum. Det släpptes den 24 mars 2009 av Mosley Music Group och Zone 4. 

## Låtlista
1. "Intro"
2. "Turnin Me On" (med Lil Wayne)
3. "Get Your Money Up" (med Keyshia Cole och Trina)
4. "Return the Favor" (med Timbaland)
5. "Knock You Down" (med Ne-Yo och Kanye West)
6. "Slow Dance"
7. "Make Love
8. "Intuition"
9. "How Does It Feel"
10. "Alienated"
11. "Tell Him the Truth"
12. "Change Me" (med Akon)
13. "Energy"
14. "Where Did He Go"